# Amori e tradimenti
Amori e tradimenti è una raccolta di Mario Merola del 2008.

## Tracce
- Quatt'Anne Ammore (3:48)
- Tu Me Lasse (3:12)
- Femmina Nera (3:31)
- So' Nato Carcerato (3:15)
- Malommo (2:20)
- O Primmo Giuramento (2:59)
- Quatte Mure (3:11)
- Dicite All'Avvocato (3:22)
- Malufiglio (3:25)
- Velo Niro (3:18)
- L'Urdemo Bicchiere (3:26)
- L'Urdemo Avvertimento (3:28)